# Има наде за номаде
„Има наде за номаде” је југословенска телевизијска серија снимљена 1976. године у продукцији ТВ Загреб.

## Улоге
| Глумац                 | Улога |
| ---------------------- | ----- |
| Божена Краљева         |       |
| Миа Оремовић           |       |
| Иво Сердар             |       |
| Мирјана Мајурец        |       |
| Семка Соколовић Берток |       |
| Златко Витез           |       |

Комплетна ТВ екипа  ▼
| Редитељ    | Берислав Макаровић |
| Сценариста | Рудолф Хармич      |